# Джеларди, Гольярдо
Гольярдо Жозе́ Джеларди (порт.-браз. Goliardo/Gogliardo José Gelardi; 9 мая 1906, Сан-Паулу — 22 мая 1983, Сан-Паулу), в Италии играл под именем Голлардо Джузеппе Джеларди (итал. Gollardo Giuseppe Gelardi) — бразильский футболист, полузащитник.

## Карьера
Гольярдо Джеларди начал карьеру в клубе «Палестра Италия», где дебютировал 26 июля 1925 года в матче с «Португезой Деспортос» (3:1). По другим данным его дебют состоялся 25 марта во встрече с командой «Палестра» из Сантуса (2:0), где он забил гол. Проведя три матча, Джеларди покинул клуб. Он вернулся в «Палестру» в 1927 году и даже поучаствовал в финальных матчах чемпионата штата Сан-Паулу, выигранного клубом. В частности, 22 января 1928 года забил гол в ворота «Сантоса» (4:1). В клубе футболист составил центр полузащиты вместе с Пепе и Энрике Серафини. Их прозвали «Sissi, Gasosa и Guaraná», по наименованию популярных бразильских безалкогольных напитков. В 1932 году он выиграл свой второй титул чемпиона штата. И даже играл в финальной встрече с «Португезой Деспортос».
22 февраля 1933 года Джеларди на лайнере Conte Biancamano прибыл в Геную из Бразилии. Вместе с ним приплыли три других бразильца, Гаэтано Рагуза, Жувенал Сантилло и Барилотто. Все четверо были куплены клубом «Наполи» на денежные средства, полученные за счёт продажи стадиона Джорджо Аскарелли. 2 апреля он дебютировал в составе клуба в товарищеской игре с «Новарой» (3:3), не вызвав положительные комментарии о своём дебюте в команде. 10 сентября Джеларди сыграл первый официальный матч за «Наполи» против «Триестины» (1:4). В 1934 году он перешёл в «Падову». 13 июня 1935 года Джеларди прошёл просмотр в «Лацио», сыграв матч за второй состав. Его команда проиграла со счётом 2:7, а контракт с бразильцем подписан не был. Он вернулся в «Падову», где выступал ещё два сезона. За клуб Гольярдо провёл 65 матчей и забил 6 голов.
Летом 1937 года Джеларди возвратился в Бразилию, вновь став игроком «Палестра Италии». В 1938 году он помог команде выиграть специальный титул чемпиона штата. Затем он перешёл в «Ипирангу». В 1941 году Джеларди в третий раз перешёл в «Палмейрас». В 1942 году он выиграл с клубом Турнир начала чемпионата Паулиста, после чего завершил карьеру. 13 декабря того же года Гольярдо провёл последнюю игру за «Палмейрас», в котором тот обыграл со счётом 6:0 «Такуаритингу». Всего в составе команды футболист сыграл 193 матча и забил 18 голов, по другим данным 191 матч и 17 голов.

## Международная статистика
| Матчи Гольярдо Джеларди за сборную Бразилии | Матчи Гольярдо Джеларди за сборную Бразилии | Матчи Гольярдо Джеларди за сборную Бразилии | Матчи Гольярдо Джеларди за сборную Бразилии | Матчи Гольярдо Джеларди за сборную Бразилии | Матчи Гольярдо Джеларди за сборную Бразилии | Матчи Гольярдо Джеларди за сборную Бразилии |
| ------------------------------------------- | ------------------------------------------- | ------------------------------------------- | ------------------------------------------- | ------------------------------------------- | ------------------------------------------- | ------------------------------------------- |
| №                                           | Дата                                        | Место проведения                            | Оппонент                                    | Счёт                                        | Голы                                        | Турнир                                      |
| 1                                           | 24 февраля 1929                             | Рио-де-Жанейро                              | Рампла Хуниорс                              | 4:2                                         | −                                           | Товарищеский матч                           |
| 2                                           | 6 сентября 1931                             | Рио-де-Жанейро                              | Уругвай                                     | 2:0                                         | −                                           | Кубок Рио-Бранко                            |

## Достижения
- Чемпион штата Сан-Паулу: 1927, 1932, 1938 (Экстра)
- Победитель турнира Начала чемпионата Паулиста: 1930, 1942
- Обладатель Кубка Рио-Бранко: 1931